# Saint-Priest-les-Fougères
Saint-Priest-les-Fougères – miejscowość i gmina we Francji, w regionie Nowa Akwitania, w departamencie Dordogne.
Według danych na rok 1990 gminę zamieszkiwały 443 osoby, a gęstość zaludnienia wynosiła 21 osób/km² (wśród 2290 gmin Akwitanii Saint-Priest-les-Fougères plasuje się na 755. miejscu pod względem liczby ludności, natomiast pod względem powierzchni na miejscu 490.).